# 孔东区
孔东区（法語：arrondissement de Condom）是法国奧克西塔尼大區热尔省的一个区。该区在2017年1月热尔省的区重组之后有162个市镇。